# Cosmisoma acuminatum
Cosmisoma acuminatum är en skalbaggsart som beskrevs av Dmytro Zajciw 1958. Cosmisoma acuminatum ingår i släktet Cosmisoma och familjen långhorningar. Inga underarter finns listade i Catalogue of Life.